# ꙮ
ꙮ – rzadki rękopiśmienny wariant graficzny cyrylickiej litery О, składający się z szeregu tak zwanych ocznych o, połączonych w formie ornamentu. Jedyny udokumentowany przykład użycia tego wariantu dotyczy zastąpienia nim jednej z liter o w cerkiewnosłowiańskim słowie wieloocy, występującym w określeniu „серафими многоꙮчитїи” (znaczącym serafini wieloocy) w Psałterzu z XV wieku przechowywanym w Ławrze Troicko-Siergijewskiej. Przypadek opisany został po raz pierwszy przez Jewfimija Karskiego w dziele „Sławianskaja kiriłłowskaja paleografija”.
Wariant graficzny litery zawarty w Unicode 15.0 składa się z dziesięciu połączonych ze sobą elementów, zamiast siedmiu jak w poprzednich wersjach.

## Kodowanie
| Znak                   | ꙮ                                     | ꙮ                                     |
| ---------------------- | ------------------------------------- | ------------------------------------- |
| Nazwa w Unikodzie      | cyrillic capital letter multiocular o | cyrillic capital letter multiocular o |
| Kodowanie              | dziesiątkowo                          | szesnastkowo                          |
| Unicode                | 42606                                 | U+A66E                                |
| UTF-8                  | 234 153 174                           | ea 99 ae                              |
| Odwołania znakowe SGML | &#42606;                              | &#xA66E;                              |